# Équipe d'Allemagne féminine de basket-ball
Cet article traite de l'équipe féminine. Pour l'équipe masculine, voir Équipe d'Allemagne masculine de basket-ball.
Maillots
L'Équipe d'Allemagne féminine de basket-ball (en allemand : Deutsche Basketball-Nationalmannschaft der Frauen ou Die Mannschaft) est l'équipe nationale qui représente l'Allemagne dans les compétitions internationales féminines de basket-ball. Elle est placée sous l'égide de la Fédération allemande de basket-ball (Deutscher Basketball Bund). L'équipe est affiliée à la FIBA depuis 1954. Son surnom est "Die Mannschaft", ce qui signifie « l'équipe ».
Entre 1949 et 1990, des équipes nationales allemandes distinctes ont été reconnues par la FIBA en raison de l'occupation alliée. La DBB représentait la République fédérale d'Allemagne (appelée Allemagne de l'Ouest de 1949 à 1990), tandis que l'équipe d'Allemagne de l'Est représentait la République démocratique allemande (1952-1990). Les deux pays fusionneront plus tard, après la réunification en 1990.
Le plus grand succès est de remporter la médaille de bronze aux Championnats d'Europe en 1997.

## Histoire

### Les débuts
La première participation d'une sélection féminine allemande à un championnat d'Europe a eu lieu en 1954 à Belgrade. L'Allemagne a perdu contre la Yougoslavie 14 à 69, l'URSS 11 à 106, l'Italie 35 à 60 et l'Autriche 25 à 33 et l'Allemagne bat le Danemark 33 à 21. L'Allemagne a terminé neuvième et avant-dernière de la compétition. Deux ans plus tard, les Allemandes ont terminé 15e aux Championnats d'Europe et de nouveau avant-dernières.
Les Championnats d'Europe suivants ont eu lieu sans participation allemande. Après avoir échoué à se qualifier pour les Championnats d'Europe en 1962 et 1964, l'équipe nationale féminine participe aux Championnats d'Europe de 1966 à Budapest. Cependant, elle a terminé 12e et dernière, tandis que l'équipe féminine d'Allemande de est a remporté la médaille de bronze. Deux ans plus tard, en 1968, les Allemandes finissent à la dernière place.

### Le retour après douze ans de disette et premier succès
Après une pause de douze ans en raison de qualifications manquées, la sélection féminine participe aux Championnats d'Europe 1995 à Brno et termine neuvième et dernière du tournoi.
La performance de la sélection allemande aux Championnats d'Europe 1997 en Hongrie n'en fut que plus surprenante. Elles perdent face à la Lituanie en demi-finale 77 à 78 après les prolongations. Les Allemands ont remporté le match pour la troisième place 86 à 61 contre l'équipe hôtes hongroise et ont remporté la médaille de bronze. L'Allemande Marlies Askamp a été nommée MVP du tournoi.
Mais le succès est resté l'exception. Lors de la première participation à une Coupe du monde en 1998 dans leur propre pays, la sélection féminine a pris la onzième place parmi les 16 pays participants. Aux Championnats d'Europe de 1999 en Pologne, les Allemandes sont arrivés à la douzième et dernière place.

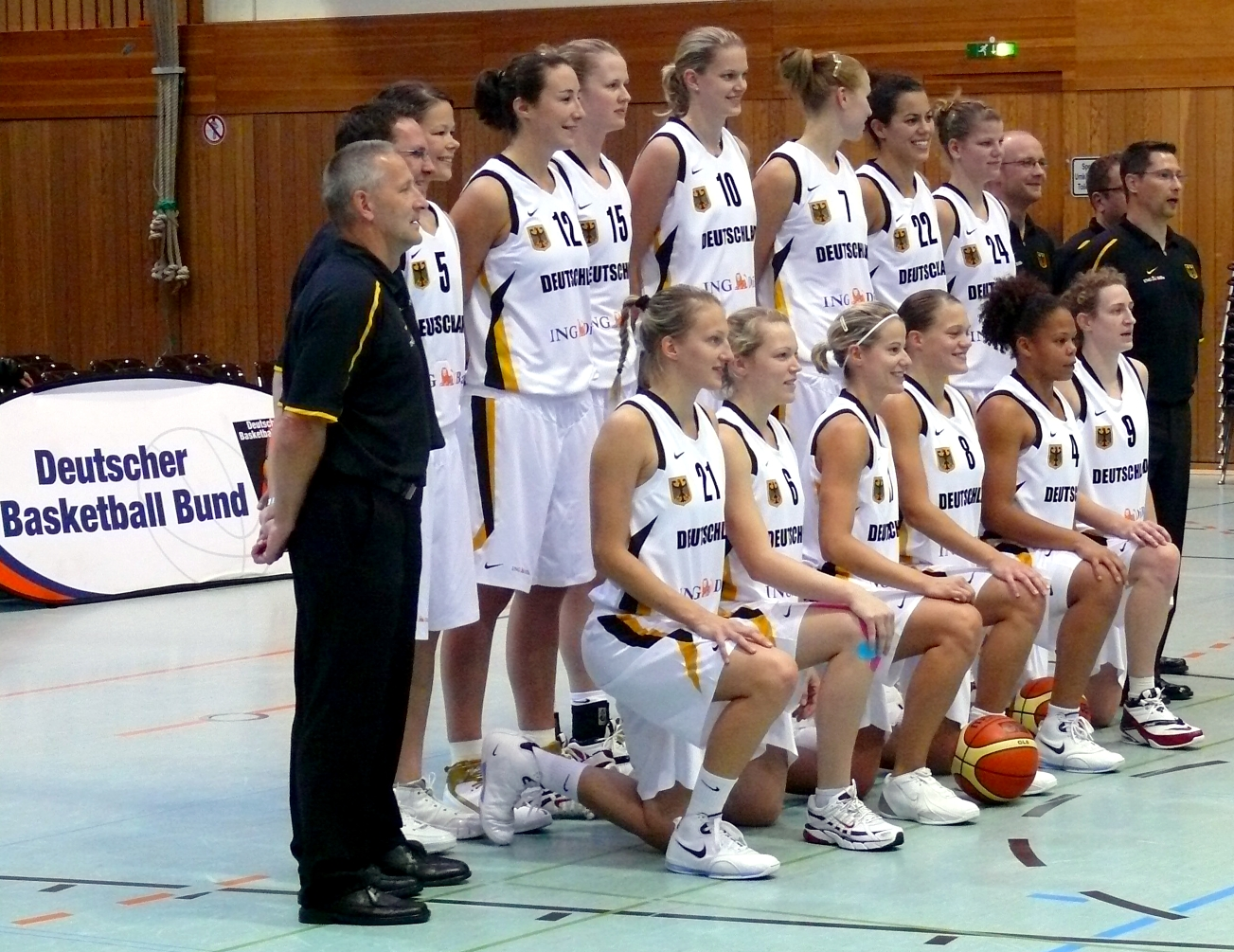
L'équipe 2007 dirigée par Imre Szittya

### Retour après des qualifications manquée
Au cours des douze années suivantes, l'Allemagne a manquée les qualifications vers la phases finale du Championnat d'Europe et ce n'est qu'en 2023 qu'elle s'est qualifiée pour le Championnat d'Europe, organisé par Israël et la Slovénie. Immédiatement après les qualifications, Walt Hopkins a démissionné de son poste se sélectionneur national pour des raisons personnelles. Le 25 avril 2023, la Canadienne Lisa Thomaidis a été présentée comme nouvel entraîneur national. Sous sa direction, les Allemands ont atteint les quarts de finale aux Championnats d'Europe, qu'ils ont perdus contre l'Espagne 42 à 67. Dans les matchs de classement qui ont suivi, l'Allemagne a obtenu la sixième place et donc son deuxième meilleur résultat dans un tournoi international, ainsi qu'une place dans le tournoi de qualification pour les Jeux olympiques de 2024.
Le 28 avril 2023, la FIBA a annoncé que l'Allemagne accueillera la Coupe du monde 2026, ce qui vaudra automatiquement à l'équipe allemande, en tant qu'hôte, une place dans la phase finale du tournoi.

## Résultats

### Palmarès
| Compétitions mondiales                             | Compétitions continentales       |
| -------------------------------------------------- | -------------------------------- |
| - Jeux olympiques - Néant - Coupe du monde - Néant | - EuroBasket - Troisième en 1997 |

### Parcours en compétitions internationales

#### Jeux olympiques
| Année | Position      |      | Année         | Position |               | Année | Position |
| 1976  | Non inscrit   | 1996 | Non qualifiée | 2016     | Non qualifiée |       |          |
| 1980  | Non inscrit   | 2000 | Non qualifiée | 2020     | Non qualifiée |       |          |
| 1984  | Non inscrit   | 2004 | Non qualifiée | 2024     | 7e            |       |          |
| 1988  | Non qualifiée | 2008 | Non qualifiée | 2028     | -             |       |          |
| 1992  | Non qualifiée | 2012 | Non qualifiée | 2032     | -             |       |          |

#### Coupe du monde
| Année | Position    |      | Année         | Position |               | Année | Position |
| 1953  | Non inscrit | 1979 | Non inscrit   | 2006     | Non qualifiée |       |          |
| 1957  | Non inscrit | 1983 | Non inscrit   | 2010     | Non qualifiée |       |          |
| 1959  | Non inscrit | 1986 | Non inscrit   | 2014     | Non qualifiée |       |          |
| 1964  | Non inscrit | 1990 | Non inscrit   | 2018     | Non qualifiée |       |          |
| 1967  | Non inscrit | 1994 | Non inscrit   | 2022     | Non qualifiée |       |          |
| 1971  | Non inscrit | 1998 | 11e           | 2026     | qualifiée     |       |          |
| 1975  | Non inscrit | 2002 | Non qualifiée | 2030     | -             |       |          |

#### EuroBasket
| Année | Position      |      | Année         | Position |               | Année | Position |
| 1938  | Non inscrit   | 1976 | 13e           | 2003     | Non qualifiée |       |          |
| 1950  | Non inscrit   | 1978 | 12e           | 2005     | 11e           |       |          |
| 1952  | Non inscrit   | 1980 | Non qualifiée | 2007     | 11e           |       |          |
| 1954  | 9e            | 1981 | 10e           | 2009     | Non qualifiée |       |          |
| 1956  | 15e           | 1983 | 12e           | 2011     | 13e           |       |          |
| 1958  | Non qualifiée | 1985 | Non qualifiée | 2013     | Non qualifiée |       |          |
| 1960  | Non qualifiée | 1987 | Non qualifiée | 2015     | Non qualifiée |       |          |
| 1962  | Non qualifiée | 1989 | Non qualifiée | 2017     | Non qualifiée |       |          |
| 1964  | Non qualifiée | 1991 | Non qualifiée | 2019     | Non qualifiée |       |          |
| 1966  | 12e           | 1993 | Non qualifiée | 2021     | Non qualifiée |       |          |
| 1968  | 13e           | 1995 | 14e           | 2023     | 6e            |       |          |
| 1970  | Non qualifiée | 1997 | Troisième     | 2025     | 5e            |       |          |
| 1972  | Non qualifiée | 1999 | 12e           | 2027     | -             |       |          |
| 1974  | 10e           | 2001 | Non qualifiée | 2029     | -             |       |          |